# Långe Jan
Der Långe Jan (dt.: Langer Jan) ist ein Leuchtturm auf der Südspitze der schwedischen Ostseeinsel Öland. Er ist mit einer Höhe von 41,6 m der höchste Leuchtturm Skandinaviens. Seine Lichtreichweite beträgt 33 km. Seit 1935 ist er als Byggnadsminne eingestuft.
Der Leuchtturm entstand von 1784 bis 1785, andere Angaben weisen als Bauzeit die Jahre 1778 bis 1785 aus. Möglicherweise waren am Bau russische Kriegsgefangene beteiligt. Als Baumaterial wurde der Bauschutt der abgerissenen Sankt-Johannes-Kapelle genutzt. Die Kapelle befand sich etwas weiter nördlich.
Das erste Licht des Turms war ein offenes Feuer. Einen ersten Farbanstrich, in Weiß, erhielt der Långe Jan im Jahr 1845. In diesem Jahr wurde auch eine modernere Laterne im Turm installiert. Einige Jahre später erhielt der Turm einen schwarzen Streifen. Diese Farbgestaltung wurde bis heute beibehalten.
Der Leuchtturm ist auch weiterhin in Betrieb, wenn auch die Beleuchtungsanlage modernisiert wurde und heute ferngesteuert wird. Im Sommer ist der Turm für Besucher geöffnet.
Der Turm ist von mehreren Gebäuden umgeben, die zur Vogelwarte Ottenby gehören. Auch ein Restaurant und ein Souvenirgeschäft befinden sich dort.
Das nördliche Gegenstück zum Lången Jan ist der jüngere und kleinere Långe Erik an der Nordspitze Ölands.